# 밥 헤프너
로버트 프레더릭 헤프너(Robert Frederic Heffner, 1938년 9월 13일~2025년 6월 25일)는 "부치"라는 별명으로 알려진 미국의 프로 야구 선수로, 우완 투수였다. 메이저 리그 베이스볼(MLB)의 보스턴 레드삭스(1963년~1965년), 클리블랜드 인디언스(1966년), 캘리포니아 에인절스(1968년)에서 선수 생활을 했다.
1957년 6월 12일에 아마추어 자유계약선수 자격으로 보스턴 레드삭스와 계약을 맺었다. 1963년 6월 19일에 펜웨이 파크에서 펼쳐진 디트로이트 타이거스와의 홈경기에서 선발투수로 등판하며 메이저 리그 데뷔전을 치렀는데, 9이닝 동안 7피안타 2실점 6탈삼진을 기록하며 완투승을 거두었다. 메이저 리그에서 두 번째 시즌이었던 1964년, 55경기에 출전해 158+2⁄3이닝 동안 7승 9패(1완봉 포함), 5세이브,  112탈삼진을 기록하며 커리어 하이 시즌을 만들어냈다.
메이저 리그 통산 성적은 114경기에 출전해 353+1⁄3이닝 동안 11승 21패, 5세이브, 평균자책점 4.51, 241탈삼진을 기록했다. 2025년 6월 25일에 86세의 나이로 사망했다.